# N.ハリウッド
N.ハリウッド（エヌ・ハリウッド、N.HOOLYWOOD）は、日本のファッションデザイナー・尾花大輔が2002年に発表したブランド。

## 概要
古着店出身の尾花が古着服のディテールに新たなコンセプトや価値観を加え、全く新たな服を表現するブランドである。
シーズン毎に打ち出されるコンセプトに沿ったコレクションライン、肌着などを尾花流にデザインし、豊富なサイズで展開するアンダーウェアライン、コレクションとは対照にコンセプトに囚われず洋服の要素を、スーツ等様々な形で落とし込むコンパイルライン(2007年以前はドレスラインと呼称)を展開する。
また、毎シーズン発売される、リー、リーバイス、ラングラー、コンバースなどとコラボレーションしたものなどは、古着の印象的なデザインや各シーズンのコンセプトを尾花の解釈でデザインまたはリメイクしている。

## ブランド名の由来
アメリカ・ノースハリウッドにある尾花の家に因む。英文表記の「HOOLYWOOD」だが、言葉遊びで綴りを変えており、正しいハリウッドの表記は「HOLLYWOOD」である。なお、社名・店舗名である「ミスターハリウッド」は古着の買い付けにハリウッドと日本を行き来していた尾花のニックネームである。
略称として、「エヌハリ」等がある。「ミスハリ」「ミスター」等、店舗名をブランド名と混同させて呼ばれる事もある。

## 歴史
- 1995年3月 - 東京・原宿にてオープンした古着店「go-getter」のバイヤー兼スタッフであった尾花が、1999年頃よりオリジナル服を指向し古着服のリメイクを始める。
- 2000年12月 - 「go-getter」の階上にて古着・古着のリメイク・オリジナルを扱う「ミスターハリウッド」をオープン。
- 2002年2月 - 2002年春夏シーズンにてブランド初のコレクションを発表。
- 2003年5月 - 「go-getter」の親会社「(株)UPU」より分社化し、「(株)ミスターハリウッド」設立。
- 2004年9月 - 原宿より店舗を移転し、神宮前に新店舗をオープン。
- 2007年7月 - コンパイルラインをパリコレクション展示会にて発表し、海外へ進出する一歩とする。
- 2008年2月 - 大阪・梅田の阪急百貨店メンズ館にて、スタイリスト・野口強プロデュースにより「アンダーカバー」「ヒステリックグラマー」「ナンバーナイン」とともに展開するショップ「クアドロフェニア」をオープン。
- 2009年8月 - MISTER HOLLYWOOD OFFICIAL ONLINE STOREが本格的にスタート。

### コレクションテーマ
- RECLAMATION(再生)(2002年春夏)

ブランド初のコレクション。古着をリメイクし、既製服とミックスさせた。
- as for the Lucifer(2002-2003年秋冬)

初のオリジナルのみによるコレクション。リーバイス等とコラボレーションのシリーズをスタートさせる。
- MEDICAL(医療)(2003年春夏)

コルセット等、医療品のデザインをもとに展開。アンダーウェアライン、定番アイテムとなるリーバイス646を発売。
- DRESS DOOR(2003-2004年秋冬)

アウトドアスタイルとドレススタイルの2つの相対する要素をミックスさせたデザイン。定番アイテムとなるリーバイス517を発売。
- ACTIVIST(2004年春夏)

政治活動家でもあるミュージシャン、ジェロ・ビアフラをヒントに展開。
- VO 5(2004-2005秋冬)

1960-70年代に活躍したイギリスの写真家、マーカス・キーフをモチーフに展開。ドレスライン(後のコンパイルライン)を発表。
- BACK TO DEVICE(2005年春夏)

音楽プロデューサー、フィル・スペクターが活躍した1960-70年代のカジュアルを現代風にアレンジ。
- CAMP DENALI(2005-2006秋冬)

尾花が旅をしたアラスカをテーマに展開。エスキモー等をモチーフに、アラスカの発展と現状を表現。
- THE SILHOUETTE(2006年春夏)

アメリカの絵本作家、エドワード・ゴーリーをモチーフに展開。
- CDA(2006-2007年秋冬)

CIA等、スパイをモチーフに、暗号やミリタリーの要素を服に表現。
- POPING 2(2007年春夏)

パントマイム、マルセル・マルソーや1980年代アメリカのダンス文化をもとに展開。アンダーサミットウエアをスタート。
- THE GAME(2007-2008年秋冬)

イエール大学、ハーバード大学のカレッジスタイルをもとに、アメフトの試合を連想させるショーを展開。
- AFTER SPUTNIK(2008年春夏)

1960年代、米ソの宇宙進出競争をテーマに、宇宙服やNASAの職員をイメージした服を発表。
- Daily Life Truth(2008-2009年秋冬)

ハービー・ピーカー著によるアメリカン・コミックス、「アメリカン・スプレンダー」のストーリーをヒントに展開。
- New Order(2009年春夏)

アメリカに居住するドイツ系の移民「アーミッシュ」に注目し、彼らの作るキルトを着想源に展開。
- Sky Scraper(2009-2010年秋冬)
- Auto Junction(2010年春夏)
- Coverage(2010-2011年秋冬)
- Police Picture(2011年春夏)
- Half Dome(2011-2012年秋冬)
- TITLE BACK(2012年春夏)
- THE KAPITAIN(2012-2013年秋冬)
- VANDALEGAL(2013年春夏)
- LOST STAR(2013-2014年秋冬)
- TWO-GUN HART(2014年春夏)
- BTLGRS(2014-2015年秋冬)

### コンパイルライン
- フォーマルテイストが強いのがコンパイルラインの特徴。このラインは様々なウエアの要素を編集、解説して、ディテールの中に融合させることに専念している。カジュアルスタイルをドレスアップ、フォーマルスタイルをドレスダウンさせるなど、幅広い着こなしを提案。パリを拠点にグローバルな視野で発信している。

## 取り扱い店舗
直営店は4カ所。東京都渋谷区神宮前にある「ミスターハリウッド原宿本店」、中央区銀座にある「GINZA SIX店」、新宿区新宿にある「伊勢丹新宿店」と、大阪府大阪市西区南堀江にある「ミスターハリウッド大阪店」。
他、各地方のセレクトショップにて取り扱われる。

### ミスターハリウッド
- N.ハリウッドのすべてのラインナップが揃う旗艦店"ミスターハリウッド"は神宮前に軒を構える。店内のコンセプトは、サンフランシスコやニューオリンズにあるアミューズメントパーク。1Fはレストランをイメージし、キッチンとダイニングに分かれたスペースに洋服が自然に陳列されている。遊園地を彷彿とさせるピエロが様々な場所に飾られているのが特徴的だ。尾花氏の目利きで集められたアンティーク雑貨やヴィンテージ家具が異国情緒を盛り上げる。2Fは雰囲気が変わり、モノトーンスタジオがイメージ。ここではコンパイルラインとアンダーサミットウエアが展開されている。ショップは3ヶ月かけて手作りし、N.ハリウッドの世界観を随所に取り込んだこだわりの空間に仕上がっている。

- ミスターハリウッドではショップバックにもこだわっている。当初は古着屋のようなビニールのショップ袋をつかっていたが、シアトルのスーパーを訪れた際に尾花氏は、店頭で売られていた鳥の餌の袋に釘付けに。筒状の袋を折り返しているだけのシンプルな作りに興味を覚え、購入して調べてみたところ、強度があることが判明。その後、試行錯誤を経て、現在のセメント袋の素材を使用したショップバックにたどり着いた。糸の色合いにまでこだわって製作がなされ耐久力があるので、ショップバックとして一回の利用に留まらず、何度も繰り返し使えるのが魅力となっている。また、MISTER HOLLYWOOD OFFICIAL ONLINE STOREではオリジナルのアメニティーバッグに梱包され、バッグは路面店のショッパーと同様にセメント袋がイメージソースとなっている。